# Dream Boat
Dream Boat è un documentario del 2017 diretto da Tristan Ferland Milewski.

## Trama
Cinque uomini, provenienti da paesi molto lontani, dove ritenuti spesso una minoranza in un mondo prevalentemente eterosessuale, possono una volta l'anno esser loro stessi, sulla Dream Boat, una nave da crociera di soli omosessuali che salpa sulla costa del Mediterraneo.
Ma la loro vita personale, nonostante gli svariati eventi di divertimento che la nave propone (feste, serate in discoteca, gara sui tacchi a spillo, ecc), li obbliga a riflettere su svariati argomenti, quali l'AIDS, trovare l'amore, problemi politici, l'accettazione di sé stessi e di come nel "mondo GAY" tutto ciò viene affrontato o visto.

## Distribuzione

### Data di uscita
Le date di uscita internazionali nel corso del 2017 sono state :
- 11 febbraio 2017 al Festival di Berlino 2017
- 14 giugno 2017 al Biografilm Festival
- 28 giugno 2017 in Francia
- 13 luglio 2017 in Germania
- dicembre 2017 su Netflix

### Divieti
Vietato ai minori di 16 anni secondo il Kijkwijzer rating.
Netflix sconsiglia la visione ai minori di 18 anni.

### Edizione italiana
In Italia è possibile vederlo sottotitolato sulla piattaforma Netflix.